# سندی ولچ
سندی ولچ (انگلیسی: Sandy Welch؛ زادهٔ ۶ دسامبر ۱۹۵۳) یک فیلم‌نامه‌نویس اهل بریتانیا است. از فیلم‌ها یا مجموعه‌های تلویزیونی که وی در آن‌ها نقش داشته است می‌توان به اِما اشاره نمود.

## حرفه
به‌عنوان فیلم‌نامه‌نویس، ولش آثار سریالی بسیاری برای شبکه بی‌بی‌سی نوشته است، از جمله هفت باشکوه، اقتباس‌هایی از رمان‌های چارلز دیکنز با عنوان دوست مشترک ما و شمال و جنوب برگرفته از رمان الیزابت گاسکل، و در تازه‌ترین اثرش، تفسیر موفقی از جین ایر اثر شارلوت برونته در سال ۲۰۰۶.
در سال ۲۰۰۹، ولش رمان اِما نوشته جین آستن و سخت‌تر شدن اوضاع اثر هنری جیمز را نیز برای بی‌بی‌سی اقتباس کرد که نتیجه آن اِما (۲۰۰۹) و سخت‌تر شدن اوضاع (۲۰۰۹) بود.
ولش در سال ۱۹۹۹ برای سریال درام دوست مشترک ما برنده جایزه بفتا در بخش «بهترین سریال درام» شد؛ این جایزه به‌طور مشترک با کاترین ورینگ و جولیان فارینو به او اهدا شد. همچنین در سال ۱۹۹۶ برای فیلم تلویزیونی چشمی که به تاریکی عادت کرده نامزد دریافت جایزه ادگار در بخش «بهترین فیلم یا مینی‌سریال تلویزیونی» شد و در سال ۲۰۰۷ نیز برای نگارش فیلمنامهٔ جین ایر نامزد دریافت جایزه امی در بخش «نگارش برجسته برای مینی‌سریال، فیلم یا اثر دراماتیک ویژه» گردید.